# Cochlin
Cochlin‏ (Cochlin) هوَ بروتين يُشَفر بواسطة جين Cochlin في الإنسان.